# Toyota beyond Zero
Beyond Zero est une gamme de voitures électriques à batteries produites par le constructeur automobile japonais Toyota. Le premier modèle de cette gamme est le SUV bZ4X commercialisé à partir de 2022.

## Présentation
En juillet 2021, Toyota dévoile à Paris son plan d’investissement « Beyond Zero » (aller au-delà de l’objectif zéro mission en français) avec pour objectif de devenir leader mondial de la mobilité zéro émission.

## Véhicules de série

### bZ4X
La bZ4X est le premier véhicule de la gamme « Beyond Zero », commercialisée en 2022.

### bZ3
La bZ3 est une berline 5 portes, second modèle de la gamme « Beyond Zero ». 

## Concept cars et prototypes

### BZ4X Concept
La BZ4X Concept est un concept car de SUV électrique au Salon de l'automobile de Shanghai le 19 avril 2021.